# 闇の列車、光の旅
『闇の列車、光の旅』（やみのれっしゃ、ひかりのたび Sin nombre）は、2009年のアメリカ・メキシコ映画。日系アメリカ人キャリー・ジョージ・フクナガの長編監督デビュー作で、スペイン語作品である。

## ストーリー
主人公カスペルは殺し屋ギャンググループmara salvatruchaのメンバーの一人。このグループは貧困で家族も居ない、仕事もない、食べ物もない、そんな地域の若者達から生まれた“１つの家族"である。しかしこのグループのメンバーになる為には13秒間のメンバー全員からの暴行に耐えて生き残れるもののみ。さらに必ず1人誰かを殺さないとメンバーにしてもらえないという恐ろしいグループである。刺青が多ければ多いほど位が高い。
他にもたくさんの掟があるなか、カスペルはグループに秘密でメンバー以外の女の子に恋をする。しかし、リーダーに嘘をついて会っていた事がバレ、罰として移民が移動に使う列車に強盗に一緒に行くことを命ぜられる。
ホンジュラスの少女サイラは、故郷を捨て、父親らと共にメキシコ経由でアメリカへ移民しようとしていたが、チアパス州でアメリカ行きの列車の屋根に乗り込んだところ、メキシカン・ギャング団のカスペル・スマイリー・リルマゴに遭遇し、リーダーのリルマゴに暴行されそうになる。耐えきれなくなったギャング団の少年カスペルは、リルマゴ殺してしまう。
サイラとその家族と共にギャングから逃げ、アメリカへ移民しようと必死に逃げる。
実際に世界中に存在する恐ろしいギャング、実際に今でも起きている不法移民問題やその厳しさなどをリアルに描いた映画。

## キャスト
- カスペル/ウィリー: エドガル・フローレス
- サイラ: パウリナ・ガイタン
- スマイリー: クリスティアン・フェレール
- リルマゴ: テノッチ・ウエルタ・メヒア
- マルタ: ディアナ・ガルシア
- ルイス・フェルナンド・ペーニャ
- エクトル・ヒメネス
- ヘラルド・タラセナ

## 受賞・ノミネート
| 受賞・ノミネート                       | 受賞・ノミネート | 受賞・ノミネート             | 受賞・ノミネート |
| 賞                                     | 部門             | 対象                         | 結果             |
| -------------------------------------- | ---------------- | ---------------------------- | ---------------- |
| 第25回インディペンデント・スピリット賞 | 作品賞           |                              | ノミネート       |
| 第25回インディペンデント・スピリット賞 | 監督賞           | ケイリー・ジョージ・フクナガ | ノミネート       |
| 第25回インディペンデント・スピリット賞 | 撮影賞           | アドリアーノ・ゴールドマン   | ノミネート       |
|                                        |                  |                              |                  |
| 第15回クリティクス・チョイス・アワード | 外国語映画賞     | 外国語映画賞                 | ノミネート       |
|                                        |                  |                              |                  |
| 第5回オースティン映画批評家協会賞      | 外国語映画賞     | 外国語映画賞                 | 受賞             |
|                                        |                  |                              |                  |
| 第14回サンディエゴ映画批評家協会賞     | 外国語映画賞     | 外国語映画賞                 | ノミネート       |
|                                        |                  |                              |                  |
| 第12回英国インディペンデント映画賞     | 外国映画賞       | 外国映画賞                   | ノミネート       |

## エピソード・その他
- ホンジュラスの少女、サイラを演じたパウリナ・ガイタンはメキシコ人であり、この役のためにホンジュラスで話されているスペイン語のアクセントを習った。一方、カスペルを演じたエドガル・フローレスはホンジュラス人である。フクナガはキャスティングメンバーとともにホンジュラスへ渡り、現地でオーディションを行い、サイラ候補の役者、500人前後をオーディションしたが、ピンとくる役者が見つからなかったため、キャスティングの初期段階ですでに顔合わせをしていたガイタンに決定したという。キャスティングには1年間かけたという。
- フクナガは、ホンジュラスやメキシコ南部に数回行き、実際、危険な貨物列車の上にのったりして現地での聞き込み調査をおこなった。移民たちと一緒に過ごしていたある夜、「泥棒！泥棒！」という叫び声とともに、近くから銃声がきこえてきたという。そして翌朝、現金を持っていた移民が、ギャングに襲われ、現金を渡さなかったために撃たれて貨物列車から突き落とされて死亡したということを知らされた。現地での調査中は、目立たないようにするために坊主にしたという。
- 脚本はフィクションだが、北(el norte)へ向かう途中の移民や、危険な移動で米国にたどり着いた経験をもつ移民たちからおこなった聞き込み調査の総括と、現地の元・ギャングメンバー、そして現役のギャングメンバーからも話を聞き、それを忠実にまとめたものだという。ギャングの実態を知るために、地元の刑務所にも足を運んだ。取材に協力してくれたギャングメンバーに完成した映画をみせたところ、「よくもわるくもない。公平な仕上がりだな」と言われたという。この脚本に対して「もしぼくに怒りを覚える人がいたとするなら、それは18ストリートくらいじゃないかな？」といっている。映画の中で唯一いれたジョークが「18ストリートのメンバーはまっすぐ撃てない（へたくそ）」くらいだから、とのこと。
- 撮影終了後は必ず、ギャングメンバー役のエキストラ達につけたフェイク・タトゥーがきちんと落ちているかのボディ・チェックを丹念にしたという。これは、落とすのを忘れてそのまま家に帰してしまって、帰宅中にギャングと勘違いされて殺されたりしないように、という配慮からだった。